# Anno senza estate
L'anno senza estate, conosciuto anche come l'anno della povertà e Eighteen hundred and froze to death (1800 e si moriva di freddo nei paesi di lingua inglese), fu il 1816, anno durante il quale gravi anomalie al clima estivo distrussero i raccolti nell'Europa settentrionale, negli stati americani del nord-est e nel Canada orientale. Lo storico John D. Post lo ha battezzato "l'ultima grande crisi di sopravvivenza nel mondo occidentale".
Oggi si ritiene che le aberrazioni climatiche furono causate dall'eruzione vulcanica del Tambora, nell'isola di Sumbawa dell'attuale Indonesia (allora Indie orientali olandesi), avvenuta dal 5 al 15 aprile 1815, eruzione che immise colossali quantità di cenere vulcanica negli strati superiori dell'atmosfera. Il vulcano Soufrière nell'isola di Saint Vincent nei Caraibi nel 1812, e il monte Mayon nelle Filippine nel 1814, avevano già eruttato abbondanti polveri e gas pesanti nell'atmosfera.
Come è comune a seguito di grandi eruzioni vulcaniche, la temperatura globale si abbassò poiché la luce solare faticava ad attraversare l'atmosfera. Tali fenomeni si sovrapposero ad un periodo in cui si verificò il minimo di Dalton, durante il quale si ritiene che il Sole abbia emanato meno energia. In quel periodo, inoltre, era ancora in corso la cosiddetta piccola era glaciale, periodo di raffreddamento generale del pianeta che, dal medioevo, si protrasse fino al 1850.

## Descrizione
Le inusuali aberrazioni climatiche del 1816 ebbero l'effetto peggiore nell'America del nordest, nelle province canadesi del Maritimes e di Terranova e nel nord dell'Europa. Tipicamente la tarda primavera e l'estate in quelle regioni americane sono sì relativamente instabili, ma mai fredde: le temperature minime raramente scendono sotto i 5 °C, praticamente mai in Europa, e la neve d'estate in quelle zone del Nord America è estremamente rara, sebbene a maggio talvolta cada del nevischio.
Nel maggio 1816, invece, il ghiaccio distrusse la maggior parte dei raccolti; a giugno, nel Canada orientale e nel New England si abbatterono due grandi tempeste di neve che provocarono numerose vittime; inoltre, all'inizio di giugno quasi trenta centimetri di neve ricoprirono Québec, e a luglio ed agosto i laghi e i fiumi ghiacciarono in Pennsylvania e altre tre gelate colpirono il New England distruggendo tutti gli ortaggi, tranne quelli poco sensibili al freddo. Furono comuni rapide ed improvvise variazioni di temperatura.
Come risultato, vi fu un notevole incremento dei prezzi dei cereali. Grandi tempeste, piogge anomale e inondazioni dei maggiori fiumi europei (incluso il Reno) sono attribuite all'eruzione, così come la presenza di ghiaccio nell'agosto del 1816. L'eruzione del Tambora fu anche la causa, in Ungheria, della caduta di neve "sporca", e qualcosa di simile accadde anche in Italia, dove per un anno circa cadde della neve rossa, si crede dovuta alle ceneri presenti nell'atmosfera.

## Effetti

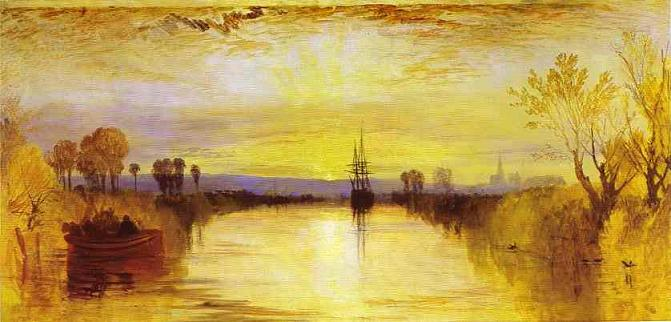
William Turner, Il canale di Chichester, 1828

L'Europa, che stava ancora riprendendosi dalle guerre napoleoniche, soffrì per la mancanza di cibo: in Gran Bretagna e in Francia vi furono rivolte per il cibo e i magazzini di grano vennero saccheggiati. La violenza fu peggiore in uno Stato senza sbocchi sul mare come la Svizzera, il cui governo fu costretto a dichiarare un'emergenza nazionale. La mancanza di foraggio ispirò Karl Drais, allora ancora un barone, a cercare nuovi modi di trasporto senza cavalli, il che portò all'invenzione della draisina, detta anche Dandy horse o velocipede, il prototipo della moderna bicicletta (e della motocicletta), e diede un impulso decisivo ai successivi mezzi di trasporto personale a motore.
Le "incessanti nevicate" del luglio 1816 durante un'"estate umida e non congeniale" costrinsero Mary Shelley, John Polidori e i loro amici a restare al chiuso durante le loro vacanze svizzere. Essi decisero di gareggiare a chi avrebbe scritto la storia più spaventosa, e così Mary Shelley scrisse Frankenstein, or The Modern Prometheus e Polidori Il vampiro. Gli alti livelli di cenere nell'atmosfera resero spettacolari i tramonti di quell'anno, tramonti celebrati nei dipinti di Turner.
Secondo un'ipotesi formulata da J.D. Post della Northeastern University, il freddo fu responsabile, in qualche modo, della prima pandemia colerica del mondo. I testi medici descrivono che, prima del 1816, il colera era circoscritto alla zona del pellegrinaggio sul Gange, mentre la carestia di quell'anno contribuì alla nascita di una epidemia nel Bengala, che si diffuse poi in Afghanistan e nel Nepal. Dopo aver raggiunto il Mar Caspio, l'epidemia si trasferì in occidente toccando il mar Baltico ed il Medio Oriente. La diffusione della malattia fu lenta, ma costante.

### Un esempio: la carestia a Heiligenstein

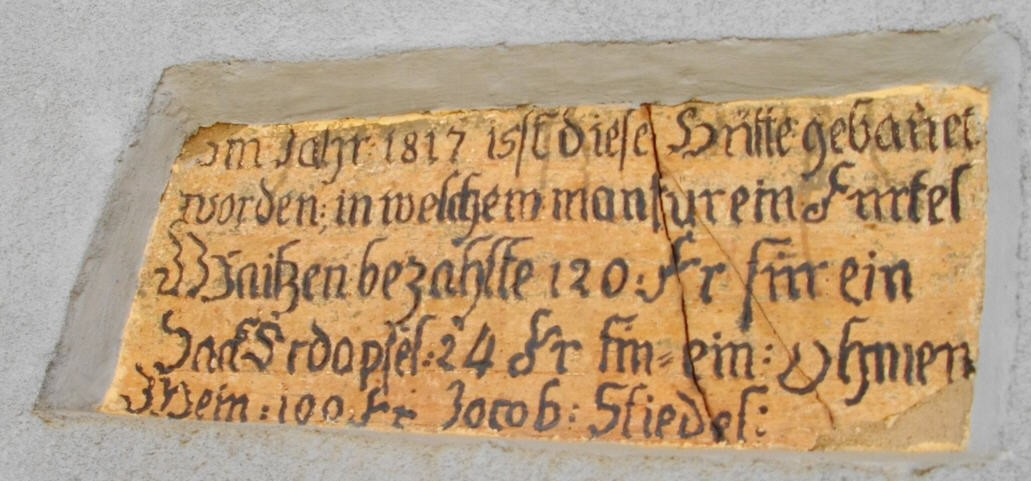
Iscrizione su di un muro a ricordo della carestia.

Sul muro di una casa a Heiligenstein, in Alsazia, si legge:
(Jacob Stiedel)